# Wilhelm Giese
Wilhelm Giese (Metz, 20 de febrer de 1895 — Hamburg, 1990) fou un romanista, hispanista i etnòleg alemany.
Giese va estudiar a Múnic; després va participar en la Primera Guerra Mundial el 1915, on estigué destinat a Sèrbia i Romania, cosa que el feu interessar pel seu folklore. Empresonat a França, no retornà a Alemanya fins a 1920. Des de 1923 fou bibliotecari de l'Institut Iberoromànic de Hamburg. Va defensar la tesi doctoral, dirigida per Bernhard Schädel el 1924; el tema fou la representació de les armes en la literatura espanyola del segle xii i XIII. El 1930 defensà la tesi d'habilitació amb la tesi de lingüística i etnografia Volkskundliches aus den Hochalpen des Dauphiné (Hamburg 1932, reeditada modernament en francès: Mots et choses en Haut-Dauphiné, Grenoble 1990). Fou membre del NSDAP. El 1935 fou nomenat professor de Filologia Romànica a Halle. De 1939 a 1960 fou professor a Hamburg, on també fou secretari dels centres de cultura espanyola, hispanoamericana i portuguesa i brasilera adscrits a aquesta universitat.
A Hamburg Giese havia estat alumne de Fritz Krüger, que fundà una fructífera escola de dialectòlegs i etnòlegs. Publicà estudis lingüístics i folklòrics on entraven en comparació nombroses llengües i cultures europees, també temes de lingüística basca, cèltica i àrab. De 1928 a 1944 fou redactor de la revista Volkstum und Kultur der Romanen.
Des de 1974 fou membre corresponent de la Secció Filològica de l'Institut d'Estudis Catalans. Seguint amb el tema de la seva tesi, estudià les armes que apareixen en les cròniques catalanes: Waffen nach den Katalanischen Chroniken des XIII. Jahrhunderts i en altres textos posteriors Waffengeschichtliche und -terminologische Aufschlüsse aus katalanischen literarischen Denkmälern des 14. und 15 Jahrhunderts (Estudis Universitaris Catalans 21, 1936, p. 33-67).
Li fou dedicada una miscel·lània: Festschrift Wilhelm Giese. Beiträge zur Romanistik und allgemeinen Sprachwissenschaft, (editors) Harald Haarmann / Michael Studemund, Hamburg 1972.

## Obra
- Waffen nach der spanischen Literatur des 12. und 13. Jahrhunderts. Hamburg 1925
- Volkskundliches aus den Hochalpen des Dauphiné. Hamburg 1932; traducció al francès 1990
- Nordost-Cádiz. Ein kulturwissenschaftlicher Beitrag zur Erforschung Andalusiens, Halle an der Saale 1937 (traduït a l'espanyol: Sierra y campiña de Cádiz, Cádiz 1996)
- Geschichte der spanischen und portugiesischen Literatur, Bonn 1949
- Los pueblos románicos y su cultura popular. Guía etnográfico-folklórica, Bogotá: Instituto Caro y Cuervo, 1962
- (editor) Zur jetzigen Situation der Aromunen auf dem Balkan, Múnic 1965
- Die Kultur Spaniens, Portugals und Iberoamerikas, Frankfurt 1973 (reedició de: Die Kulturen der südlichen Romania, Constança, 1964)